# Valdemierque
Valdemierque és un municipi de la província de Salamanca a la comunitat autònoma de Castella i Lleó. S'integra dins de la comarca Tierra de Alba i consta de cinc nuclis de població: Abusejo de Abajo, Abusejo de Arriba, Valdemierque, Valdelavade i Velaviejo.
Dins d'aquest municipi es troba un dels millor jaciments espanyols de mica lepidolita.

## Demografia
| 1991 | 1996 | 2001 | 2004 |
| ---- | ---- | ---- | ---- |
| 75   | 77   | 68   | 52   |